# Blob-Architektur

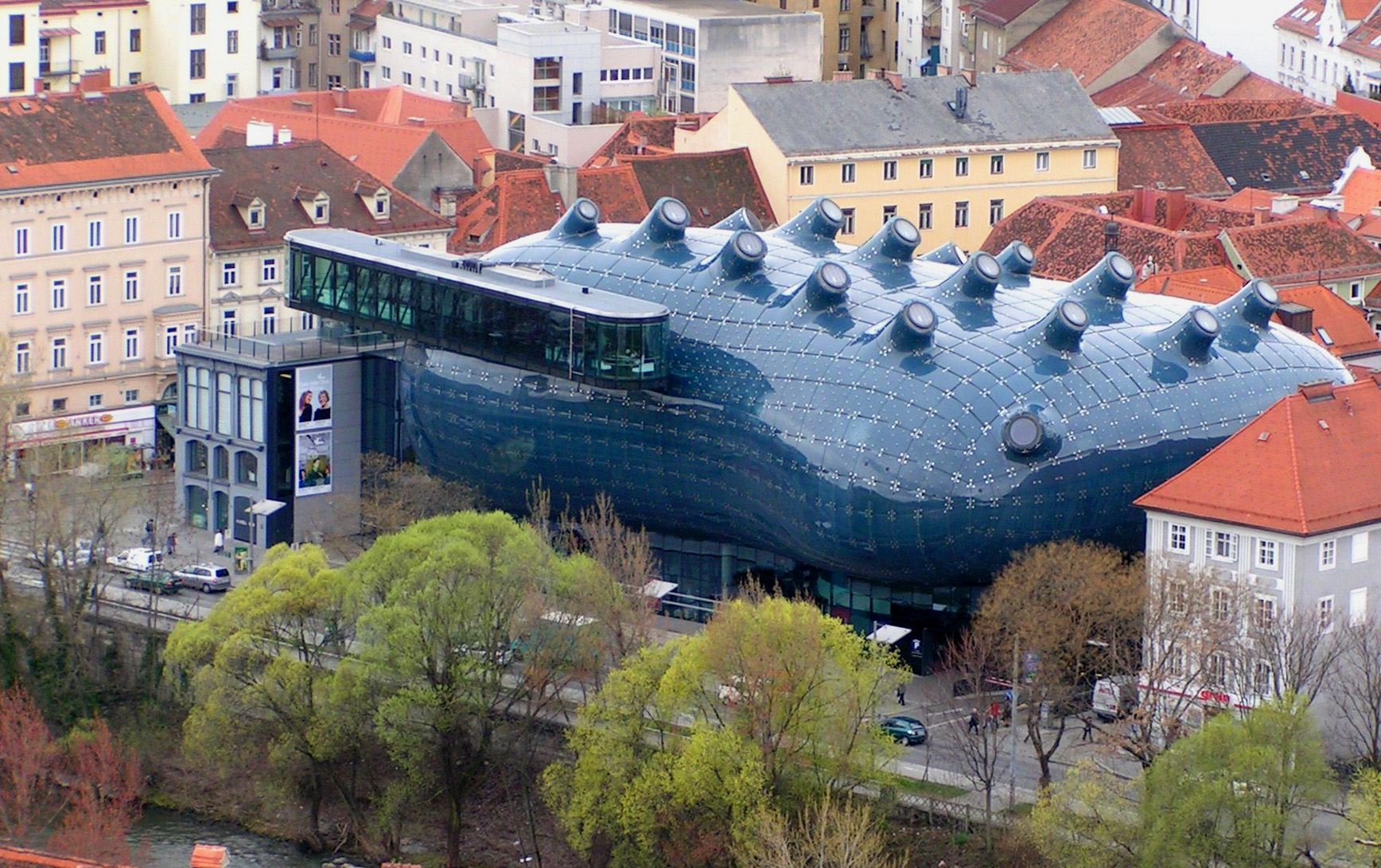
Kunsthaus Graz (2003), Architekten Peter Cook und Colin Fournier

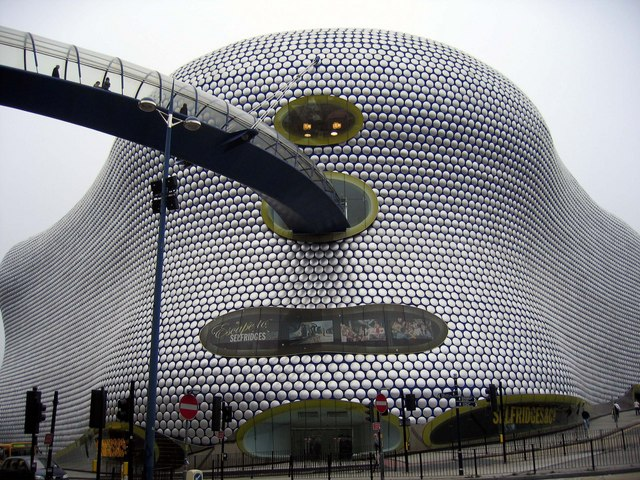
Kaufhaus Selfridges Birmingham (2003), Architekt Jan Kaplicky

Als Blob-Architektur, Nicht-Standard-Architektur oder Freiform-Architektur werden Bauten und Entwürfe bezeichnet, die komplexe, fließende, oft gerundete und biomorphe Formen aufweisen, die auf Freiformkurven (Splines) beruhen und erst durch moderne Entwurfssoftware für Architekten denkbar wurden.

## Entwicklung des Stils
Die Blob-Architektur entstand in den 1990er-Jahren, als sich in der CAD-Software die Verwendung von Splines (in der Regel NURB-Splines) als Kurven, Flächen oder Primitive mit festgelegten topologischen Beziehungen durchsetzte. Nun standen Werkzeuge zur Verfügung, die Kräfte als Naturphänomen simulieren und die Darstellung kontinuierlicher, ungleichmäßig konkaver, konvexer und als komposite Mischform teils gekanteter Flächen möglich machten.
Man kann diese Strömung als Variante des Organischen Bauens sehen, im Unterschied zu dessen postmodernen Tendenzen ist die Blob-Architektur insofern der klassischen Moderne verpflichtet, als sie deren Forderung nach einfachen geometrischen Körpern ohne unnötigen, die Grundstruktur verhüllenden Zierrat nachkommt – sie hat nur den Begriff des „Einfachen“ erweitert: tatsächlich gehören die NURBs zu den Grund-Formelementen im Sinne der Vektorgraphik. Charakteristisch ist das Beibehalten grundlegender Symmetrien trotz der komplexen Oberflächen, während organische Architektur auch völlig asymmetrisch werden kann. Beide teilen sie den Willen zu eigenständig formgebender Skulpturhaftigkeit, die aus dem Expressionismus kommt und sich vom form-follows-function-Konzept der sachlichen Moderne abgrenzt. 
Blob-Bauten ziehen stark die Aufmerksamkeit auf sich und sind sehr schwer in die städtische Umgebung zu integrieren. Blob-Bauten sind deshalb vor allem, oft als Solitär, für repräsentative und einzigartige Nutzungsformen geeignet, etwa als Museen, Veranstaltungshallen, besonders prestigeträchtige Firmenzentralen oder Werkhallen.
Kritiker der Blob-Architektur sehen die Gefahr, dass naive Begeisterung für die neuen Entwurfsmöglichkeiten zu Projekten führt, die keinen Bezug zu tatsächlich verfügbaren Materialien und Produktionsverfahren haben oder deren Innenräume den Nutzungsansprüchen und den hohen, durch die Außenhaut geweckten Erwartungen nicht genügen. Auch wird den Blob-Architekten vorgeworfen, keine architekturphilosophische Rechtfertigung für ihre Formgebungen zu bieten.
Zudem ist die Ausführung von Blob-Projekten technisch sehr anspruchsvoll, da die komplexen Formen den Einsatz von Fertigteilen nicht oder nur in sehr geringem Maß erlauben. Vielversprechend für die Herstellung von geometrisch komplexen, individuellen Bauteilen ist die Weiterentwicklung des CAM (computergestützte Fertigung) bis zur sogenannten File-to-Factory-Fertigung, bei der die Geometriedaten erweitert um sogenannte Technologiedaten von der Entwurfssoftware generiert und sinnvollerweise in einem System des durchgängigen Produktdatenmodells an die Maschinen der Produktionseinrichtung weitergegeben werden.
Bekannte blob-inspirierte Bauten sind z. B.
- Kunsthaus Graz von Peter Cook und Colin Fournier (Neubau in einem UNESCO-Welterbe, „gelandetes Ufo“)
- Selfridges-Kaufhaus in Birmingham, 2003 von Future Systems (Jan Kaplicky) errichtet
- Philologische Bibliothek der Freien Universität Berlin von Norman Foster
- Hangar 7, Red Bull Eventcenter und Flugzeugmuseum, Salzburg, von Volkmar Burgstaller
- das in intensiver Diskussion stehende Siegerprojekt von Kaplicky für eine neue Prager Nationalbibliothek auf dem Letná-Plateau („der Krake“)
- Paneum in Asten von COOP Himmelb(l)au.

## Galerie

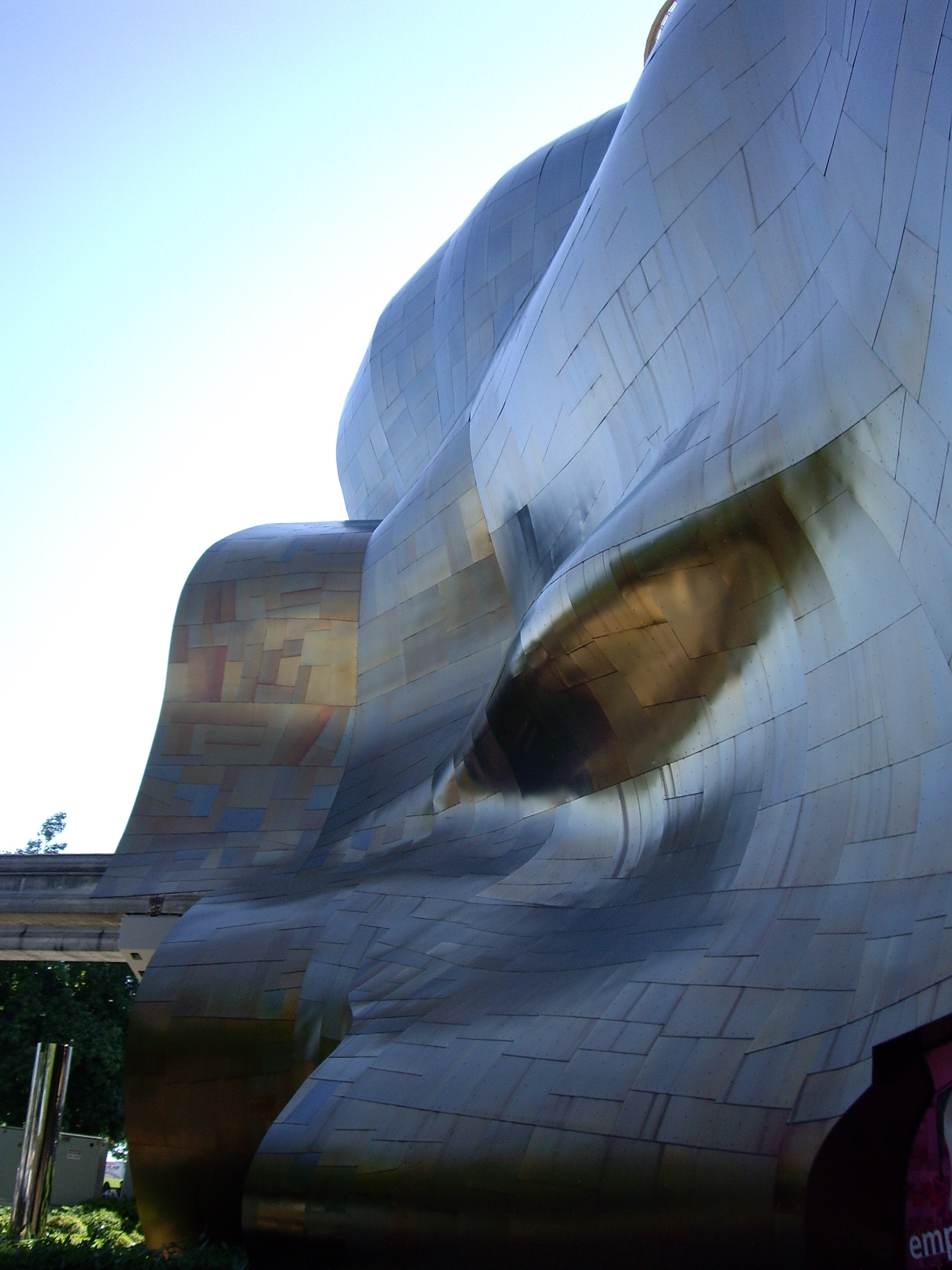
Experience Music Project von Frank Gehry, Seattle, Washington, USA
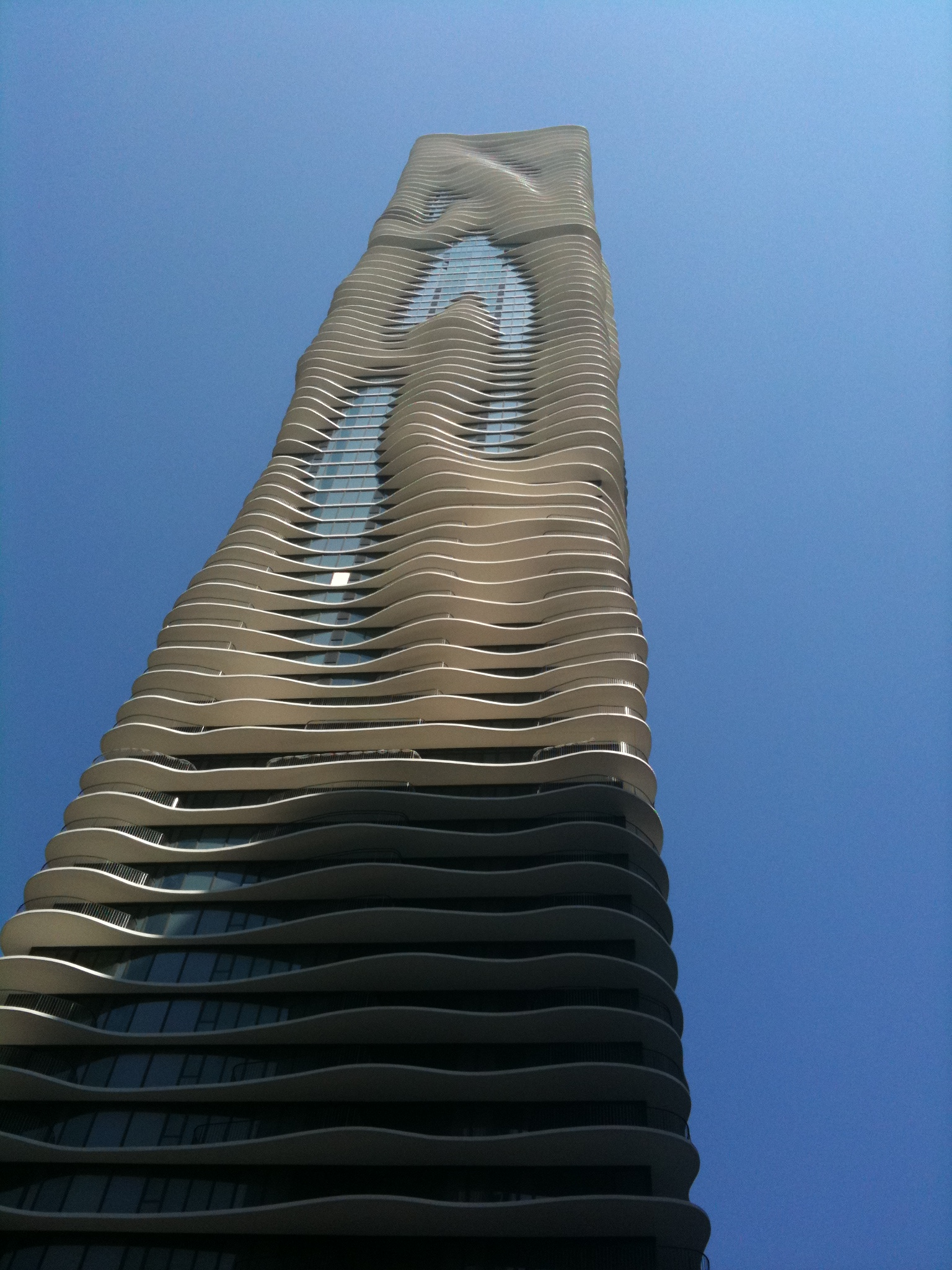
Aqua von Jeanne Gang, Chicago, Illinois, USA
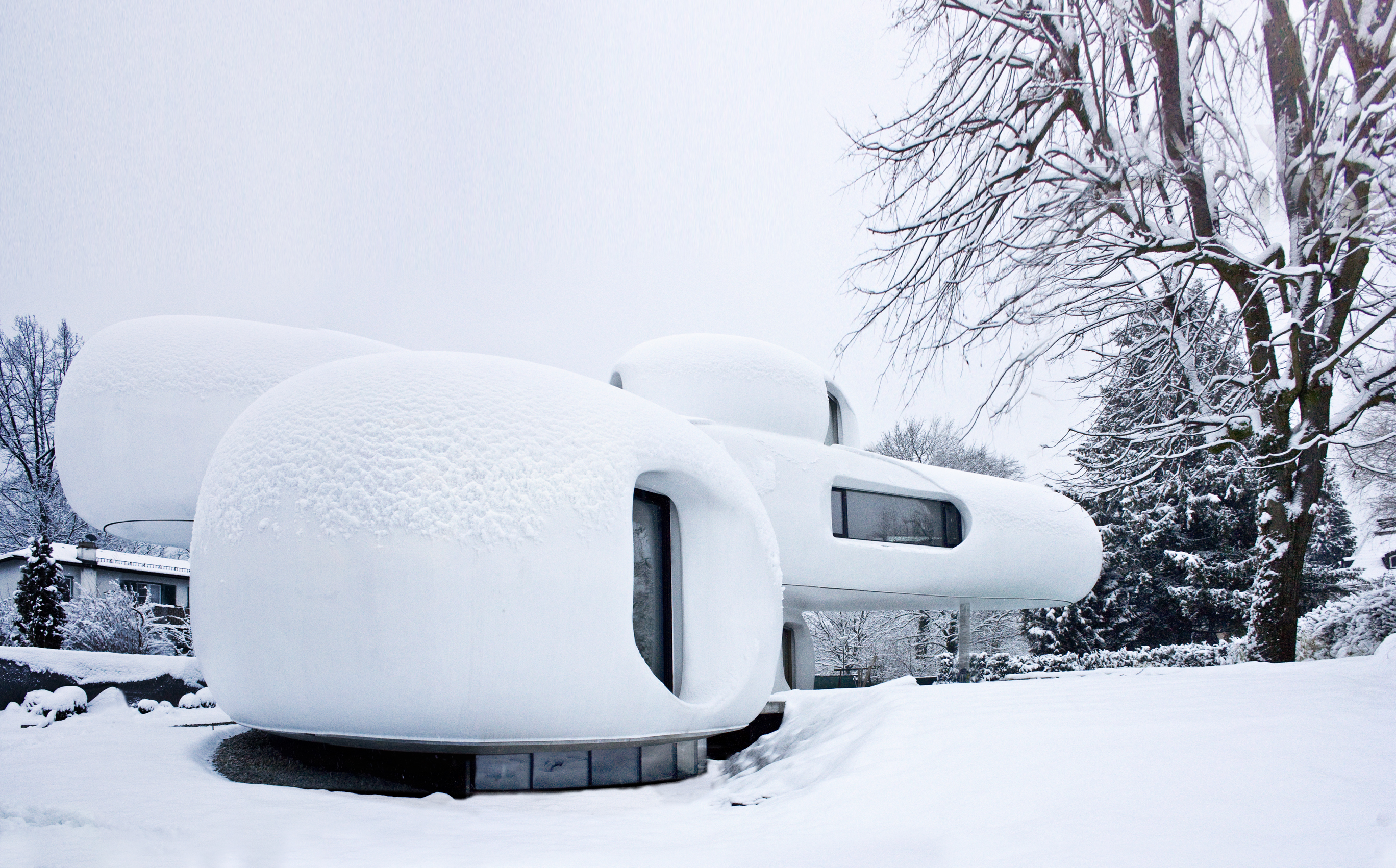
Christine & Horst Lechners Amorphes Wohnen in Salzburg, Österreich
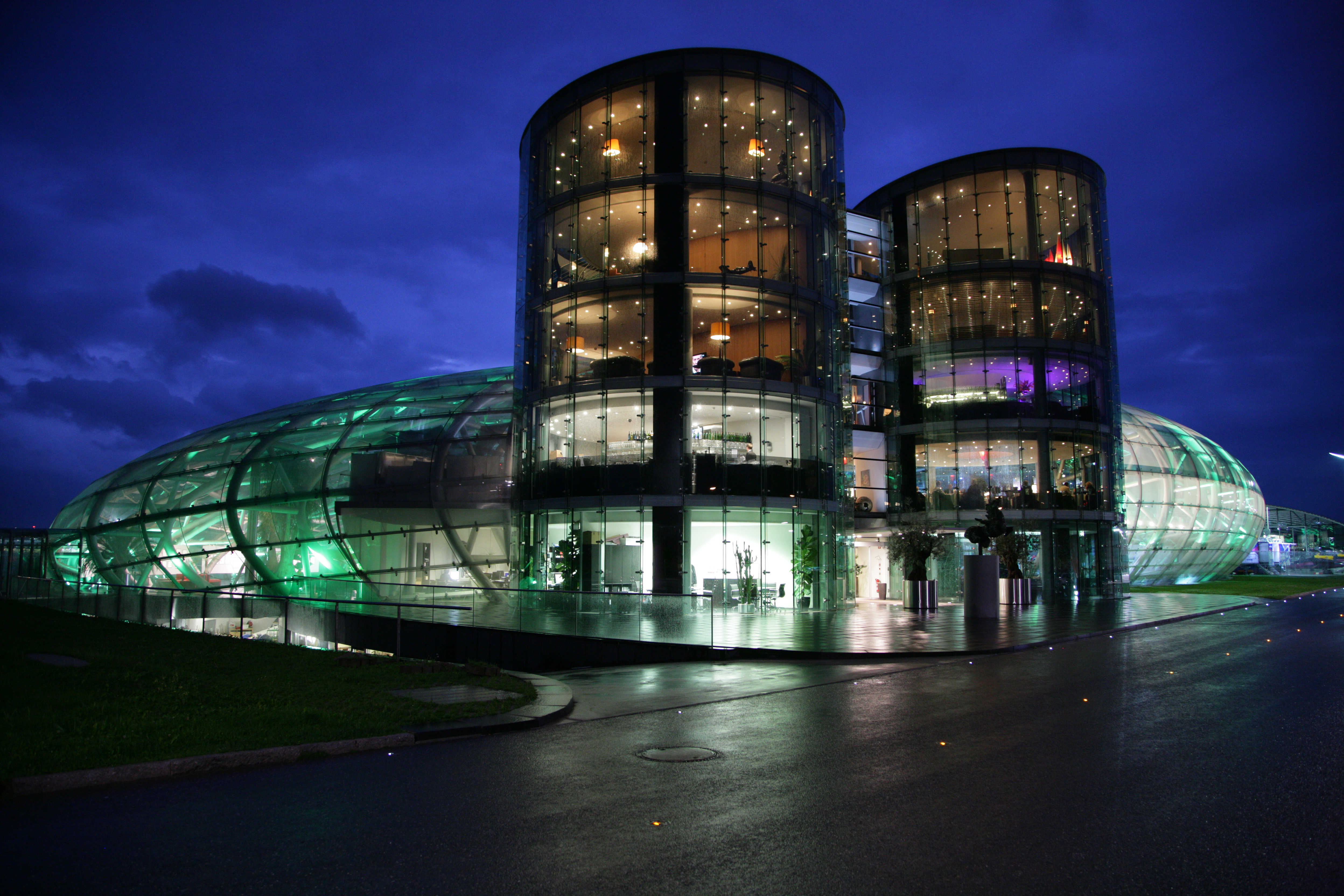
Der Red Bull Hangar-7, von Volkmar Burgstaller, Salzburg, Österreich
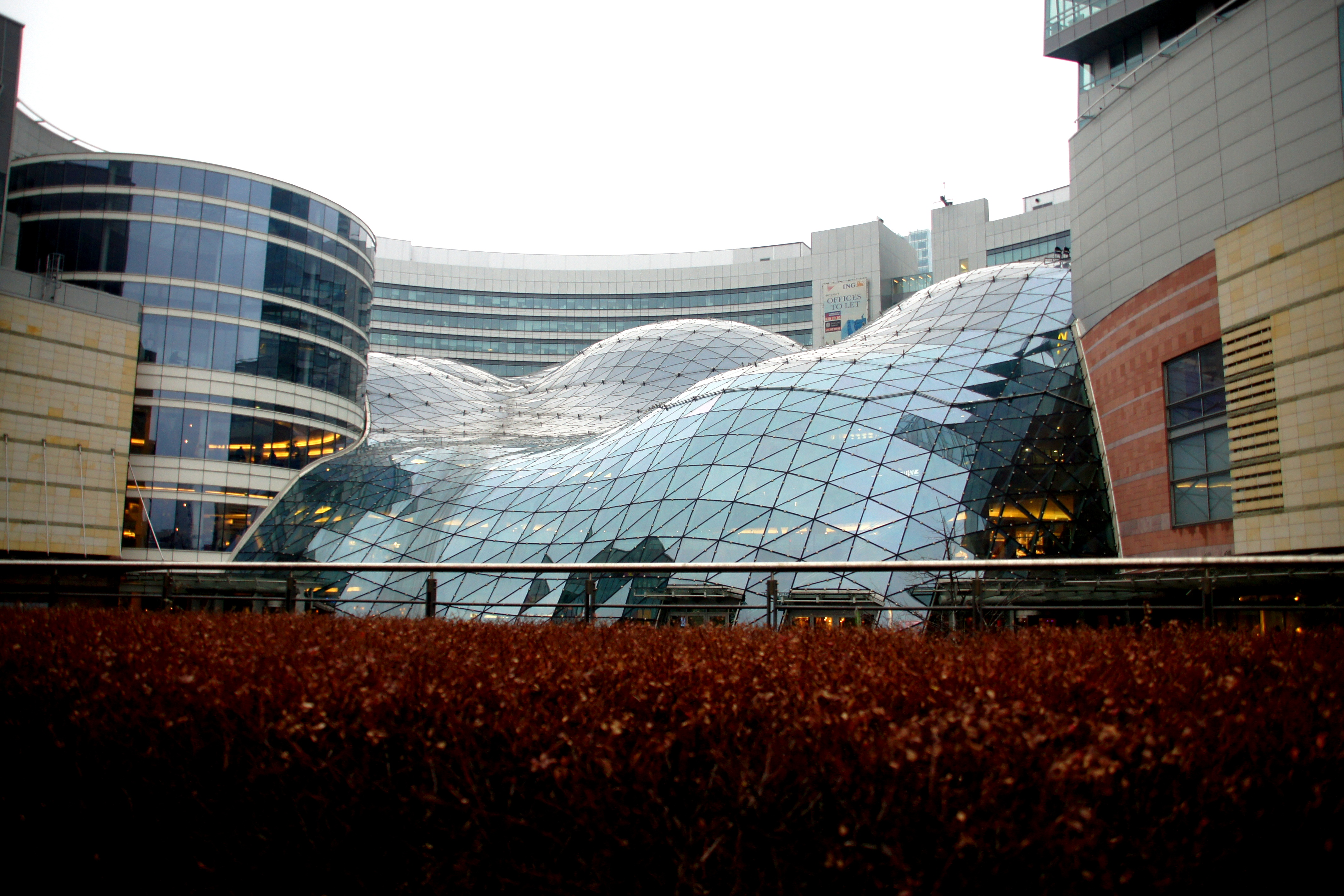
Golden Terraces von  The Jerde Partnership, Warschau, Polen
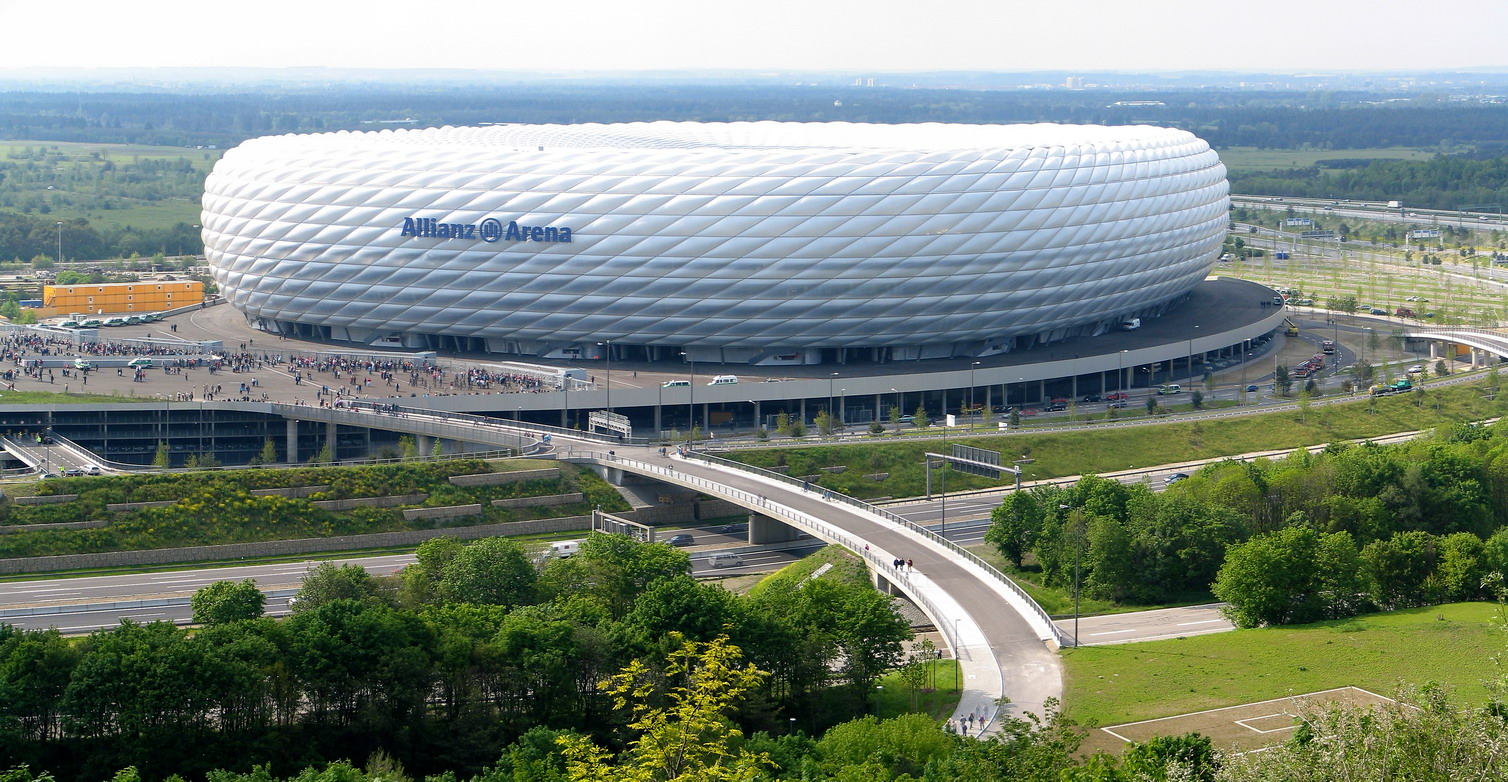
Allianz Arena von Herzog & de Meuron, München, Deutschland
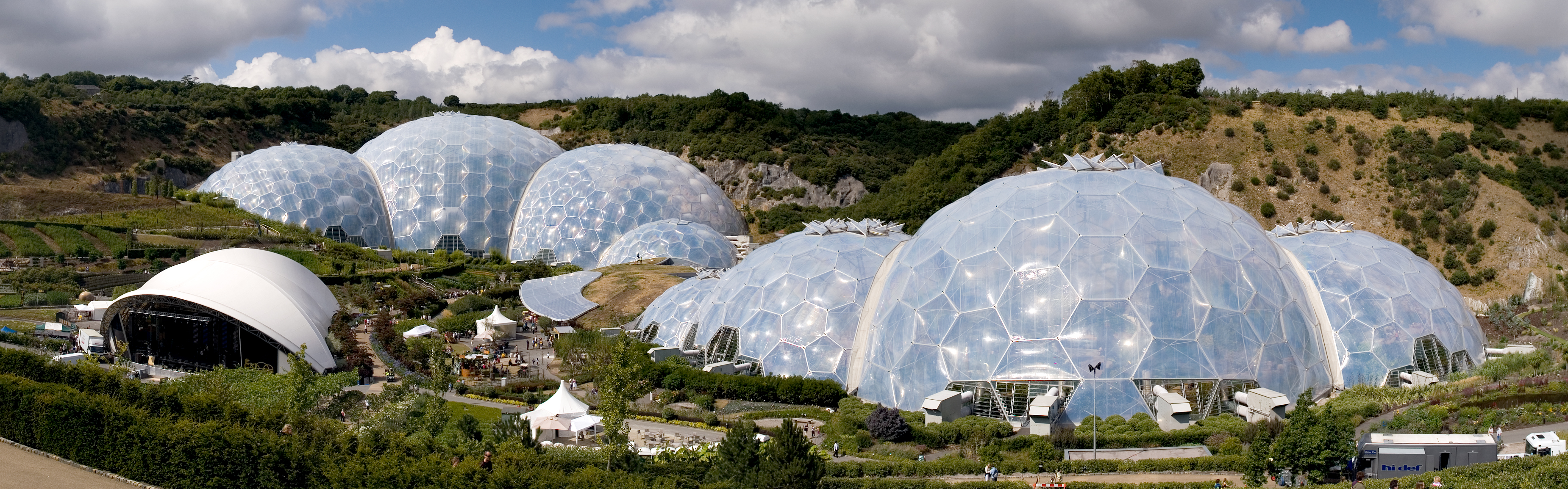
Eden Project von Nicholas Grimshaw, Cornwall, Vereinigtes Königreich
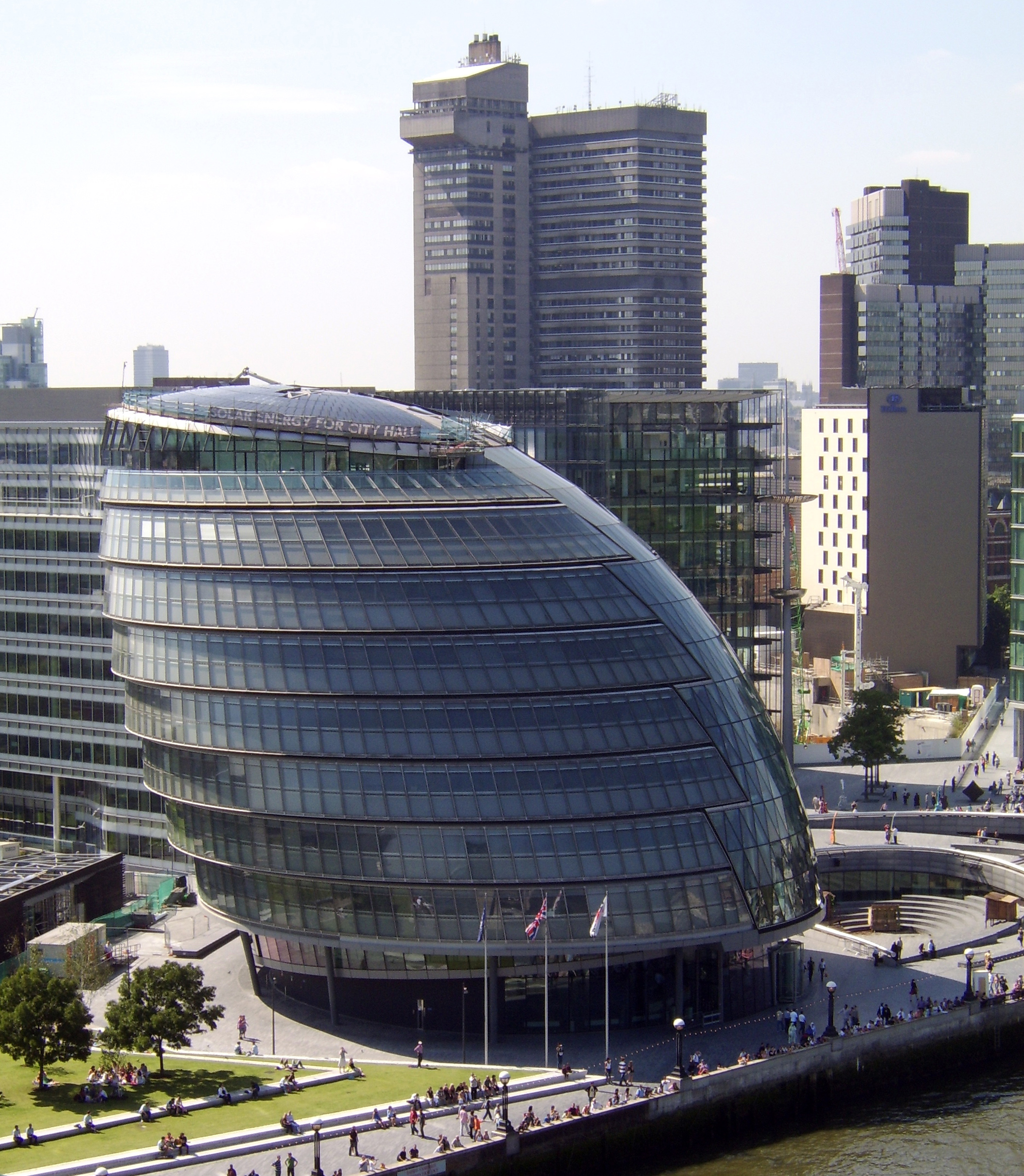
London City Hall von Norman Foster, London, Vereinigtes Königreich